# Copa del Sol 2014
Футбольный межсезонный кубок 2014 Copa del Sol проходил в Ла-Манга и Пинатар (провинция Мурсия, Испания) в период с 27 января по 6 февраля 2014.
Турнир проходил по сложившейся схеме, команды были разбиты на две группы, красную и синюю, играли в один круг. В финальном матче победители групп и разыграли кубок. В результате победила команда из Норвегии Стрёмсгодсет.

## Групповой этап

### Таблица результатов
| Синяя группа | И | В | П | ГЗ | ГП | Р   | О |
| ------------ | - | - | - | -- | -- | --- | - |
| Астра        | 3 | 3 | 0 | 9  | 1  | +8  | 9 |
| Мольде       | 3 | 3 | 0 | 8  | 2  | +6  | 9 |
| Русенборг    | 3 | 2 | 1 | 8  | 3  | +5  | 6 |
| АИК          | 3 | 0 | 3 | 3  | 10 | -7  | 0 |
| Костулены    | 3 | 0 | 3 | 1  | 14 | -13 | 0 |

| Красная группа   | И | В | П | ГЗ | ГП | Р  | О |
| ---------------- | - | - | - | -- | -- | -- | - |
| Стрёмсгодсет     | 3 | 3 | 0 | 10 | 1  | +9 | 9 |
| Хёугесунн        | 3 | 2 | 1 | 8  | 4  | +4 | 6 |
| Вестшелланн      | 3 | 2 | 1 | 5  | 3  | +2 | 6 |
| Бенфика (Луанда) | 3 | 0 | 3 | 1  | 6  | -5 | 0 |
| Даугава          | 3 | 0 | 3 | 2  | 11 | -9 | 0 |

#### Первый тур
| Костулены | 0–4 | Стрёмсгодсет                              |
| --------- | --- | ----------------------------------------- |
|           |     | Kovács 31′ · Викхейм 42′, 83′ · Olsen 59′ |

| АИК        | 1–4 | Мольде                                                     |
| ---------- | --- | ---------------------------------------------------------- |
| Бакман 57′ |     | Chima Chukwu 22′ · Тойвио 45′ · Hestad 51′ · Хёйланн 90+2′ |

| Астра    | 1–0 | Русенборг |
| -------- | --- | --------- |
| Сэто 59′ |     |           |

| Вестшелланн                           | 2–0 | Даугава |
| ------------------------------------- | --- | ------- |
| Sørensen 25′ · Festersen 90+2′ (пен.) |     |         |

| Бенфика (Луанда) | 1–3 | Хёугесунн                                  |
| ---------------- | --- | ------------------------------------------ |
| Massinga 87′     |     | Sema 7′ · Diakite 15′ (авт.) · Bamberg 23′ |

#### Второй тур
| Русенборг                                                             | 5–2 | АИК                     |
| --------------------------------------------------------------------- | --- | ----------------------- |
| Сёдерлунн 9′ (пен.) · Хелланн 32′ · Чибуике 60′, 75′ · Миккельсен 81′ |     | Бауи 3′ · Маркканен 12′ |

| Астра                                                                                              | 7–1 | Костулены    |
| -------------------------------------------------------------------------------------------------- | --- | ------------ |
| Ивановски 33′ (пен.) · Budescu 51′, 61′ · William 58′ · Yoda 82′ · Júnior Morais 85′ · Yazalde 90′ |     | Чемыртан 78′ |

| Даугава    | 1–4 | Хёугесунн                                    |
| ---------- | --- | -------------------------------------------- |
| Волков 66′ |     | Bamberg 12′ · Engblom 30′, 45′ · Гюткьер 77′ |

| Стрёмсгодсет | 1–0 | Бенфика (Луанда) |
| ------------ | --- | ---------------- |
| Nguen 65′    |     |                  |

| Мольде                       | 2–1 | Вестшелланн     |
| ---------------------------- | --- | --------------- |
| Ховланд 8′ · Гулбрандсен 10′ |     | Кристиансен 54′ |

#### Третий тур
| Астра    | 1–0 | АИК |
| -------- | --- | --- |
| Papp 74′ |     |     |

| Костулены | 0–3 | Русенборг                                  |
| --------- | --- | ------------------------------------------ |
|           |     | Страннберг 56′ · Нильсен 65′ · Хелланн 69′ |

| Стрёмсгодсет                                        | 5–1 | Даугава     |
| --------------------------------------------------- | --- | ----------- |
| Kovács 12′ · Horn 14′ · Nilsen 56′, 89′ · Keita 84′ |     | Шевелёв 58′ |

| Хёугесунн      | 1–2 | Вестшелланн               |
| -------------- | --- | ------------------------- |
| Andreassen 22′ |     | Sørensen 52′ · Madsen 66′ |

| Мольде                           | 2–0 | Бенфика (Луанда) |
| -------------------------------- | --- | ---------------- |
| Hoseth 45+2′ (пен.) · Тойвио 57′ |     |                  |

#### Финал
| Стрёмсгодсет | 1-0 | Астра |
| ------------ | --- | ----- |
| Olsen 83′    |     |       |

## Бомбардиры
2 гола (6 игроков)
| - Constantin Budescu (Астра) - Daniel Bamberg (Хёугесунн) - Pontus Engblom (Хёугесунн) - Thomas Lehne Olsen (Стрёмсгодсет) | - Чибуике (Русенборг) - Хелланн (Русенборг) - Викхейм (Стрёмсгодсет) |

1 гол (31 игрок)
| - Бакман (АИК) - Бауи (АИК) - Маркканен (АИК) - Сэто (Астра) - Ивановски (Астра) - William Amorim (Астра) - Abdoul Yoda (Астра) - Júnior Morais (Астра) - Yazalde Gomes Pinto (Астра) - Paul Papp (Астра) - Massinga (Бенфика (Луанда)) - Чемыртан (Костулены) - Волков (Даугава) - Maic Sema (Хёугесунн) - Гюткьер (Хёугесунн) - Daniel Chima Chukwu (Мольде) | - Тойвио (Мольде) - Eirik Hestad (Мольде) - Хёйланн (Мольде) - Ховланд (Мольде) - Гулбрандсен (Мольде) - Сёдерлунн (Русенборг) - Миккельсен (Русенборг) - Страннберг (Русенборг) - Нильсен (Русенборг) - Péter Kovács (Стрёмсгодсет) - Tokmac Nguen (Стрёмсгодсет) - Dennis Sørensen (Вестшелланн) - Rasmus Festersen (Вестшелланн) - Кристиансен (Вестшелланн) |